# Club del martes
Club del martes fue un programa de televisión emitido por la cadena pública española La 1 de TVE en la temporada 1960-1961.

## Formato
Emitido desde los Estudios de Miramar, de Barcelona, el programa recogía los elementos básicos de su predecesor, Club Miramar, combinando espectáculo, humor y actuaciones musicales bajo la típica fórmula de programa de entretenimiento.
Uno de los aciertos del espacio fue la incorporación de un sketch humorístico a cargo de Artur Kaps y Franz Johan, que a la postre se convertiría en un programa propio que sustituyó al propio Club del martes y que se tituló Amigos del martes.